# هاینتس هوهر
هاینتس هوهر (انگلیسی: Heinz Höher; ۱۱ اوت ۱۹۳۸ – ۷ نوامبر ۲۰۱۹) بازیکن فوتبال اهل آلمان بود.
از باشگاه‌هایی که در آن بازی کرده‌است می‌توان به باشگاه فوتبال بوخوم، باشگاه فوتبال بایر ۰۴ لورکوزن، باشگاه فوتبال دویسبورگ، و باشگاه فوتبال توئنته اشاره کرد.
وی همچنین در تیم ملی فوتبال زیر ۲۳ سال آلمان بازی کرده‌است.